# Castillo de Torrejón de la Nava
El Castillo de Torrejón de la Nava (también conocido como Castillo El Torrejón) se encuentra en la población de Nava del Rey, provincia de Valladolid, Castilla y León, España. Es de finales del siglo XII y en la actualidad todavía se pueden visitar los pocos vestigios que perduran del mismo situados aproximadamente a unos 5 kilómetros al sudoeste del centro de la localidad.